# Уаманмарка
Уаманмарка (Wamanmarka) — давнє місто-фортеця часів інкської держави Тауантінсую. Засновано Сапа Інкою Тупак Юпанкі. Знищення в часи вторгнення іспанських конкістадорів. Назва перекладається як «Землі сокола» (інші варіанти — громада соколів, поселення сокола). Виявлено у 1961 році відомим археологом Мері Ростовскі. Є археологічною пам'яткою Перу.

## Географія
Розташовано на висоті 1575 м, в окрузі Уайопата провінції Ла-Конвенсьйон регіону Куско, неподалік від річки та ущелини Урубамба.

## Історія
Було засновано імператором тупак Юпанкі як фортеця-пукара для захисту кордонів чверті Антісую та власних володінь інків у Куско. Являла собою класичну пукара часів розквіту інкської імперії. Водночас була частина системи укріплень, що складалося з Патальякти, Ботамарки, Лоямарки, Уїньяй-Уайни. Ця система (разом з Уаманмаркою) забезпечувала захист шляху від Куско до церемоніального та релігійного центру Мачу-Пікчу.
Тривалий час захищала землі інків від племен, що мешкали в амазонських джунглях. Тут розташовувалася військова резиденція для вищого військового командування та самого Сапа Інки для ведення бойових дій проти племен. Невідомо за яких причин Уаманмарка зникло: висувається декілька версій — фортецю залишили після захоплення Куско іспанцями, Уаманмарка була знищена у ході війн конкістадорів на чолі із Манко Юпанкі та його спадкоємцями, або її сплюндрували лісові племена.

## Опис
На сьогодні залишилися залишки укріплень, мурів. В значні мірі кам'яні брили розкидані на усій площі об'єкту. Не скрізь виявлена кладка, яка характерна для архітектури інків. Водночас розкопано руїни палацу Тупак Юпанкі, помітні сліди потужних оборонних укріплень, що розташовані на узвишші.
На сьогодні є частиною туристичного шляху «Стежки джунглів Інків».